# Les misérables (2017)
Les misérables ist ein französischer Kurzfilm von Ladj Ly aus dem Jahr 2017.

## Handlung
Laurent ist der Neue in der Einheit für Verbrechensbekämpfung, die im Bereich der Cité des Bosquets und in anderen Brennpunkten des Pariser Vororts Montfermeil für Ordnung sorgen. Der aus Poitiers versetzte Laurent arbeitet dabei mit dem schnell aufbrausenden Chris und dem ruhigen Gwada zusammen. Von seinen Kollegen bekommt er den Spitznamen „Pento“.
Laurent ist irritiert, als Chris und Gwada wahllos kleine Vergehen aggressiv verfolgen, so werden zwei 15-Jährige überprüft, die an der Haltestelle rauchen. Chris konfisziert dabei auch eine kleine Menge Marihuana. Auf Laurents Bemerkung hin, dass die Polizei doch Besseres zu tun haben sollte, reagiert Chris unbeherrscht, so könne Laurent doch gehen, wenn er ein Problem mit ihrer Arbeit habe. Das Ziel der Polizei sei es, Druck aufzubauen und nicht auf den Druck anderer zu reagieren. Kurz darauf filzen die drei eine Gruppe Jugendlicher, die jedoch entkommen können. Chris, Gwada und Laurent verfolgen die Gruppe und stellen einen der Jugendlichen. Sie schlagen ihn zusammen und legen ihm Handschellen an. Laurent schießt schließlich auf den wehrlosen Jungen – eine Reaktion auf den Druck, den Chris und Gwada den ganzen Tag auf ihn ausgeübt haben. Die Tat wird aus der Luft mit einer Drohne gefilmt. Die Polizisten erfahren über einen Mittelsmann, dass der junge Ousman Inhaber der Drohne ist. Sie wollen den Speicherstick der Drohne vernichten und so ihre Tat vertuschen. Sie suchen Ousman auf, der angibt, die Speicherkarte an Le Maire, den Gangsterboss der Gegend, gegeben zu haben. Le Maire weigert sich, den Stick an die Polizei zu geben, da die gewalttätigen Übergriffe der Beamten zugenommen haben und inzwischen im Bereich der Lynchjustiz angekommen seien. Erst über einen Vermittler des Viertels, der Le Maire 1000 Euro für den Stick zahlen wird, erhalten Chris, Gwada und Laurent den Stick. Laurent entschuldigt sich für sein Verhalten. Auf der Rückfahrt sieht man Laurent auf dem Rücksitz des Polizeiwagens, stumm aus dem Fenster schauend.

## Produktion
Die Idee für Les misérables ging auf frühere Arbeiten Ladj Lys zurück, so hatte er 2007 die Dokumentation 365 jours à Clichy-Montfermeil zu den Unruhen in Frankreich 2005 veröffentlicht. Im Folgejahr filmte er zufällig einen Polizeieinsatz, der aus dem Ruder lief; die beteiligten Beamten wurde später unter anderem aufgrund der Aufnahme Lys verurteilt.
Der Kurzfilm wurde in Montfermeil und vor allem in Clichy-sous-Bois gedreht. Regisseur Ladj Ly schrieb das Drehbuch gemeinsam mit Alexis Manenti, den er seit der gemeinsamen Arbeit im Künstlerkollektiv Kourtrajmé kannte. Manenti übernahm zudem die Hauptrolle des Polizisten Chris. Polizist Gwada wurde von Djebril Zonga verkörpert, der mit Ladj Ly befreundet ist. Da Ly das frühere Model als einen „zu schönen Jungen“ für die Rolle des Polizisten Gwada empfand, nahm Zonga für die Rolle deutlich zu und ließ sich einen Bart wachsen.
Der Film erlebte am 3. Februar 2017 auf dem Festival du Court-Métrage de Clermont-Ferrand seine Premiere und war in der Folge auf zahlreichen internationalen Festivals zu sehen, so 2017 auf dem Palm Springs International ShortFest, dem London Film Festival und dem Kurzfilmfestival Interfilm Berlin.
Im Jahr 2019 veröffentlichte Ly mit Die Wütenden – Les Misérables sein Langfilmregiedebüt, das auf Les misérables beruht. In den Hauptrollen waren erneut Manenti, Zonga und Bonnard zu sehen, wobei Bonnards Laurent den Namen Stéphane erhielt. Der Langfilm gewann zahlreiche internationale Preise und war unter anderem für einen Oscar nominiert. Der Kurzfilm war Teil des Bonusmaterials der 2020 veröffentlichten DVD von Die Wütenden – Les Misérables.

## Auszeichnungen
Auf dem Festival du Court-Métrage de Clermont-Ferrand gewann Les misérables 2017 den Prix Canal+. Der Film wurde auf dem Palm Springs International Film Festival 2018 für den Publikumspreis nominiert und erhielt im selben Jahr eine César-Nominierung in der Kategorie Bester Kurzfilm nominiert.